# Wild Arms XF
Wild Arms XF (ワイルドアームズ クロスファイア?, Wairudo Āmuzu Kurosufaia) è un videogioco di ruolo della serie Wild Arms, il primo ad essere pubblicato per PlayStation Portable. Il gioco è stato annunciato ad un evento della Media.Vision il 2 settembre 2006 ed è stato pubblicato in Giappone nel 2007. Una versione per il mercato americano è stata resa disponibile l'11 marzo 2008, mentre per il mercato europeo il 28 novembre 2008.

## Accoglienza
La rivista Play Generation diede al gioco un punteggio di 82/100, trovando un impianto di gioco semplice, ma con un ampio ventaglio di opportunità strategiche, dando così vita ad un interessante GdR tattico.